# Іллюшин Микола Романович
Іллюшин Микола Романович (1918—1977) — радянський український кінооператор. Нагороджений медалями. Був членом Спілки кінематографістів України.

## Життєпис
Народився 7 вересня 1918 року у селі Синиця Московської області в родині робітника. Закінчив операторський факультет Всесоюзного державного інституту кінематографії (1942). 
Працював на Алма-Атинській (1942—1948) та Ризькій (1948—1949) кіностудіях. 
Від 1949 року був оператором комбінованих зйомок Київської кіностудії ім. О. П. Довженка.
Помер 20 березня 1977 року у Києві. 

## Фільмографія
Брав участь у створенні кінокартин:
- «Тарапунька і Штепсель під хмарами» (1953, у співавт.)
- «Командир корабля» (1954)
- «„Богатир“ йде в Марто» (1954)
- «Андрієш» (1954)
- «Зірки на крилах» (1955)
- «Мати» (1955)
- «Павло Корчагін» (1956)
- «Штепсель одружує Тарапуньку» (1957)
- «Народжені бурею» (1957)
- «Дорогою ціною» (1957)
- «НП. Надзвичайна подія» (1958, 2 а)
- «Блакитна стріла» (1958)
- «Хлопчики» (1959)
- «Небо кличе» (1959, у співавт. з Ф. Семянниковим)
- «Фортеця на колесах» (1960)
- «Артист із Коханівки» (1961)
- «У мертвій петлі» (1962)
- «Гадюка» (1965)
- «Товариш пісня» (1966, у співавт.)
- «Десятий крок» (1967)
- «Втікач з «Янтарного»» (1968)
- «Анничка» (1968)
- «Падав іній» (1969)
- «Острів Вовчий» (1969)
- «Шлях до серця» (1970)
- «Назад дороги немає» (1970)
- «Інспектор карного розшуку» (1971)
- «Жодного дня без пригод» (1972)
- «Софія Грушко» (1972)
- «Випадкова адреса» (1973)
- «В бій ідуть самі „старі“» (1973)
- «Мріяти і жити» (1974, у співавт.)
- «Земні та небесні пригоди» (1974)
- «Ви Петька не бачили?» (1975)
- «Не плач, дівчино» (1976)
- «Свято печеної картоплі» (1976)
- «Від і до» (1976)
- «Бірюк» (1977) та ін.